# Fokker F.III
Die Fokker F.III war ein einmotoriges, als Hochdecker ausgelegtes Verkehrsflugzeug aus den frühen 1920er-Jahren. Das von den Fokker Flugzeugwerken in Schwerin entworfene Modell stellte eine Weiterentwicklung der F.II dar und bot Platz für fünf Passagiere.

## Geschichte
Die F.III war das zweite zivile Verkehrsflugzeug von Fokker. Der Prototyp und die ersten Serienmodelle entstanden noch bei den Schweriner Industriewerken, die eigentliche Serienproduktion erfolgte durch die von Anthony Fokker nach dem Ersten Weltkrieg gegründete Nederlandsche Vliegtuigenfabriek in Veere.
Der Erstflug fand im April 1921 statt. Noch im selben Monat stellte der Erstkunde KLM diesen Flugzeugtyp in Dienst.
Ab 1923 entstanden in Staaken zwanzig Lizenzversionen Fokker-Grulich F.III, die für die Deutsche Aero Lloyd bestimmt waren.

## Konstruktion
Die F.III wies gegenüber dem Vorgänger F.II einige Verbesserungen auf. Die Kabine bot nun Platz für fünf Fluggäste und war komfortabler eingerichtet. Der Pilot befand sich weiterhin in einem offenen Cockpit. Der Rumpf war verkürzt, das Seitenruder dagegen vergrößert worden. Die Tragflächen des Hochdeckers waren erstmals freitragend.
Es kamen zahlreiche Motoren zur Anwendung. War der Prototyp noch mit einem 138 kW leistenden BMW-IIIa ausgestattet, so erhielten die ersten an KLM gelieferten Serienmodelle einen Armstrong Siddeley Puma mit 179 kW. Andere Kunden nutzen verschiedene Flugmotoren von BMW oder den 172 kW starken Hiero. Die letzten ausgelieferten Exemplare wiesen ein 268 kW leistendes Rolls-Royce-Eagle-Triebwerk auf. Zwei dieser Flugzeuge erhielten nachträglich einen Gnôme-Rhône Jupiter VI-Sternmotor mit 298 kW.

## Nutzung

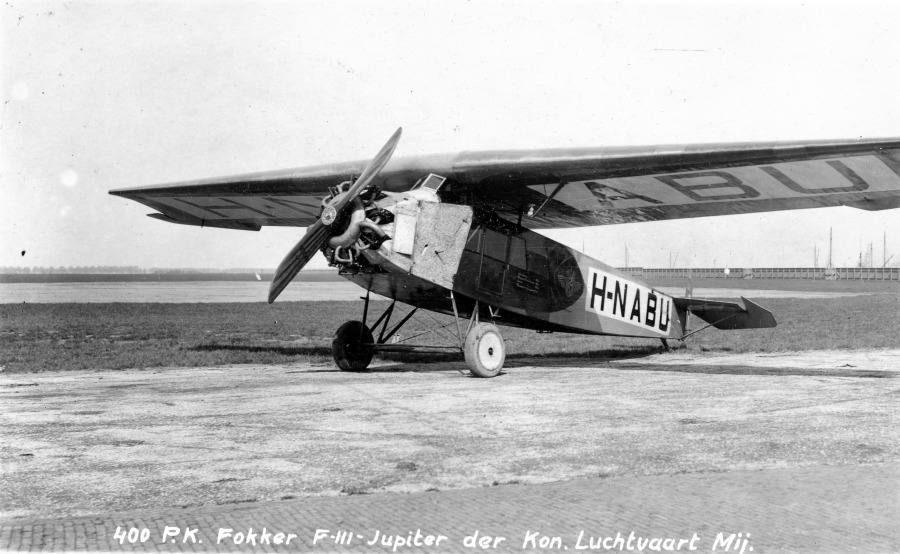
Fokker F.III der KLM

Von den 31 von Fokker gebauten Exemplaren kamen zunächst zwölf in den Besitz der niederländischen KLM, die sie auf den Auslandsstrecken nach London, Hamburg und Bremen einsetzte. Zwei weitere Flugzeuge kamen 1922 dazu und bedienten später die Route nach Paris. 1926 verkaufte KLM fünf Maschinen an die schweizerische Balair.
Ein weiteres Flugzeug wurde von der Deutschen Luft-Reederei mit Registrierung der Freien Stadt Danzig eingesetzt. Die vier an die ungarische Malert verkauften Maschinen verbanden Budapest mit österreichischen Zielen. Zwei Exemplare wurden in die USA exportiert, zwei weitere Flugzeuge erwarb 1929 die British Air Lines. Zehn Flugzeuge im Besitz der Deruluft bedienten Strecken zwischen Deutschland und der Sowjetunion.
Von den zwanzig für die Deutsche Aero Lloyd gebauten Lizenzmodellen gelangten sechzehn 1926 in den Besitz der Deutschen Luft Hansa. Sie wurden zunächst auf der Route von Hamburg nach Amsterdam, später auf norddeutschen Inlandsstrecken und zuletzt als Frachtflugzeuge eingesetzt.

### Nutzer
Deutsches Reich
- Deruluft
- Deutscher Aero Lloyd
- Deutsche Luft Hansa
- Deutsche Luft-Reederei

 Niederlande
- Koninklijke Luchtvaart Maatschappij (KLM)

 Schweiz
- Basler Luftverkehrs AG (Balair)

 Ungarn
- MALERT

 Vereinigtes Königreich
- British Air Lines

## Technische Daten

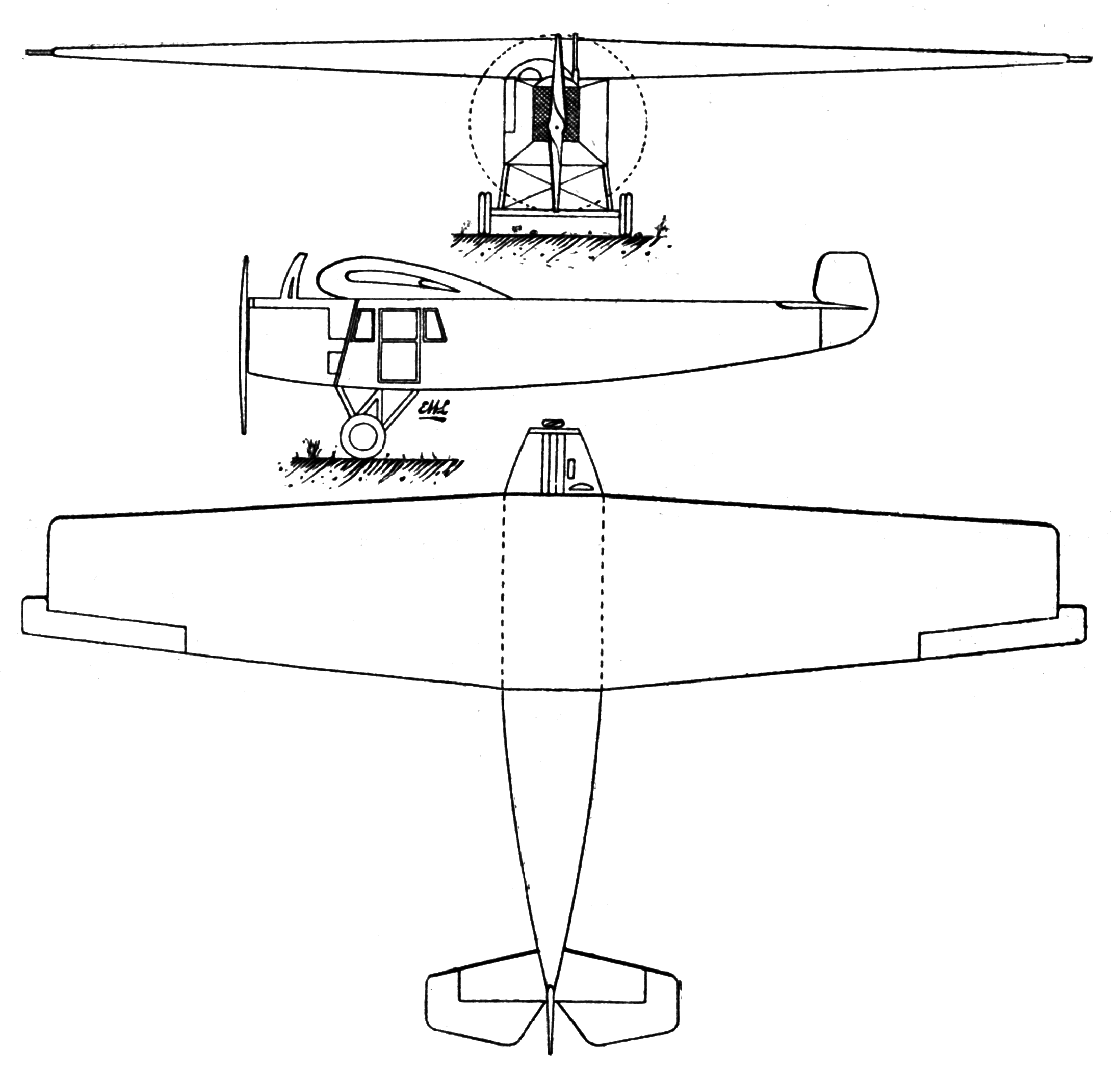
Dreiseitenansicht

| Kenngröße             | Daten                                                                                     |
| --------------------- | ----------------------------------------------------------------------------------------- |
| Besatzung             | 1                                                                                         |
| Passagiere            | 5                                                                                         |
| Länge                 | 11,07 m                                                                                   |
| Spannweite            | 17,62 m                                                                                   |
| Höhe                  | 3,66 m                                                                                    |
| Flügelfläche          | 39,1 m²                                                                                   |
| Flügelstreckung       | 7,9                                                                                       |
| Leermasse             | 1200 kg                                                                                   |
| Startmasse            | 2000 kg                                                                                   |
| Reisegeschwindigkeit  | 135 km/h                                                                                  |
| Höchstgeschwindigkeit | 150 km/h                                                                                  |
| Reichweite            | 650 km                                                                                    |
| Triebwerke            | ein wassergekühlter Sechszylinder-Reihenmotor Armstrong Siddeley Puma mit 179 kW (243 PS) |